# Saison 2021-2022 du Servette FC
Dernière mise à jour : 27 octobre 2021.
Chronologie
Saison précédente Saison suivante
La saison 2021-2022 du Servette Football Club 1890 est la troisième saison consécutive en Super League, la première division suisse. L'équipe est entraînée pour la quatrième saison consécutive par Alain Geiger.

## Ligue Europa Conférence
| Deuxième tour de qualification (match aller) | Molde FK                                           | 3 - 0 | Servette FC | Molde Stadion, Molde     |                          |
| 22 juillet 2021 18h00                        | 7e Brynhildsen · 32e Omoijuanfo · 59e Wolff Eikrem |       |             | Arbitrage : Duje Strukan | Arbitrage : Duje Strukan |
| 22 juillet 2021 18h00                        | Rapport                                            |       |             | Arbitrage : Duje Strukan | Arbitrage : Duje Strukan |

| Deuxième tour de qualification (match retour) | Servette FC           | 2 - 0 | Molde FK | Stade de Genève, Genève     |                             |
| 29 juillet 2021 20h30                         | 18e Diallo · 59e Kyei |       |          | Arbitrage : Jochem Kamphuis | Arbitrage : Jochem Kamphuis |
| 29 juillet 2021 20h30                         | Rapport               |       |          | Arbitrage : Jochem Kamphuis | Arbitrage : Jochem Kamphuis |

## Super League
| 1re journée           | FC Sion     | 1 - 2 | Servette FC          | Stade de Tourbillon, Sion                    |                                              |
| 25 juillet 2021 16h30 | 90+5e Ndoye |       | 31e Imeri · 53e Kyei | Spectateurs : 4 000 Arbitrage : Luca Piccolo | Spectateurs : 4 000 Arbitrage : Luca Piccolo |
| 25 juillet 2021 16h30 | Rapport     |       |                      | Spectateurs : 4 000 Arbitrage : Luca Piccolo | Spectateurs : 4 000 Arbitrage : Luca Piccolo |

| 2e journée          | Servette FC | 0 - 2 | FC Lugano                  | Stade de Genève, Genève                     |                                             |
| 1er août 2021 16h30 |             |       | 47e Bottani · 49e Abubakar | Spectateurs : 3 225 Arbitrage : Alain Bieri | Spectateurs : 3 225 Arbitrage : Alain Bieri |
| 1er août 2021 16h30 | Rapport     |       |                            | Spectateurs : 3 225 Arbitrage : Alain Bieri | Spectateurs : 3 225 Arbitrage : Alain Bieri |

| 3e journée        | FC Bâle                                             | 5 - 1 | Servette FC | Parc Saint-Jacques, Bâle                      |                                               |
| 8 août 2021 16h30 | 19e 45e (pen.) 50e 63e Cabral · 60e (pen.) Esposito |       | 74e Kyei    | Spectateurs : 16 142 Arbitrage : Luca Piccolo | Spectateurs : 16 142 Arbitrage : Luca Piccolo |
| 8 août 2021 16h30 | Rapport                                             |       |             | Spectateurs : 16 142 Arbitrage : Luca Piccolo | Spectateurs : 16 142 Arbitrage : Luca Piccolo |

| 4e journée         | Servette FC                                             | 4 - 1 | FC Lucerne | Stade de Genève, Genève                      |                                              |
| 22 août 2021 16h30 | 16e Cognat · 21e Antunes · 43e Stevanović · 69e Rodelin |       | 78e Ndiaye | Spectateurs : 4 052 Arbitrage : Luca Cibelli | Spectateurs : 4 052 Arbitrage : Luca Cibelli |
| 22 août 2021 16h30 | Rapport                                                 |       |            | Spectateurs : 4 052 Arbitrage : Luca Cibelli | Spectateurs : 4 052 Arbitrage : Luca Cibelli |

| 5e journée         | GC Zurich          | 1 - 1 | Servette FC | Stade du Letzigrund, Zurich                        |                                                    |
| 29 août 2021 16h30 | 37e (pen.) Campana |       | 20e Cognat  | Spectateurs : 4 018 Arbitrage : Sven Wolfensberger | Spectateurs : 4 018 Arbitrage : Sven Wolfensberger |
| 29 août 2021 16h30 | Rapport            |       |             | Spectateurs : 4 018 Arbitrage : Sven Wolfensberger | Spectateurs : 4 018 Arbitrage : Sven Wolfensberger |

| 6e journée              | Servette FC                                                     | 5 - 1 | FC Saint-Gall | Stade de Genève, Genève                            |                                                    |
| 12 septembre 2021 14h15 | 7e (csc) Diakité · 14e Sauthier · 18e Cognat · 26e 71e Rouiller |       | 36e Youan     | Spectateurs : 7 065 Arbitrage : Stefan Horisberger | Spectateurs : 7 065 Arbitrage : Stefan Horisberger |
| 12 septembre 2021 14h15 | Rapport                                                         |       |               | Spectateurs : 7 065 Arbitrage : Stefan Horisberger | Spectateurs : 7 065 Arbitrage : Stefan Horisberger |

| 7e journée              | FC Zurich                | 2 - 2 | Servette FC                  | Stade du Letzigrund, Zurich                      |                                                  |
| 21 septembre 2021 20h30 | 47e Guerrero · 69e Ćorić |       | 45e (pen.) Valls · 87e Imeri | Spectateurs : 7 104 Arbitrage : Adrien Jaccottet | Spectateurs : 7 104 Arbitrage : Adrien Jaccottet |
| 21 septembre 2021 20h30 | Rapport                  |       |                              | Spectateurs : 7 104 Arbitrage : Adrien Jaccottet | Spectateurs : 7 104 Arbitrage : Adrien Jaccottet |

| 8e journée              | Servette FC    | 1 - 1 | FC Lausanne-Sport      | Stade de Genève, Genève                             |                                                     |
| 25 septembre 2021 20h30 | 32e Stevanović |       | 44e (pen.) Kukuruzović | Spectateurs : 11 227 Arbitrage : Stefan Horisberger | Spectateurs : 11 227 Arbitrage : Stefan Horisberger |
| 25 septembre 2021 20h30 | Rapport        |       |                        | Spectateurs : 11 227 Arbitrage : Stefan Horisberger | Spectateurs : 11 227 Arbitrage : Stefan Horisberger |

| 9e journée           | Servette FC | 0 - 6 | BSC Young Boys                                                | Stade de Genève, Genève                          |                                                  |
| 3 octobre 2021 16h30 |             |       | 45+1e (pen.) Ngamaleu · 48e 69e 73e Fassnacht · 53e 76e Kanga | Spectateurs : 11 348 Arbitrage : Lukas Fähndrich | Spectateurs : 11 348 Arbitrage : Lukas Fähndrich |
| 3 octobre 2021 16h30 | Rapport     |       |                                                               | Spectateurs : 11 348 Arbitrage : Lukas Fähndrich | Spectateurs : 11 348 Arbitrage : Lukas Fähndrich |

| 10e journée           | FC Saint-Gall                | 2 - 1 | Servette FC  | Kybunpark, Saint-Gall                         |                                               |
| 17 octobre 2021 16h30 | 35e Duah · 90+3e Guillemenot |       | 85e Rouiller | Spectateurs : 13 945 Arbitrage : Luca Piccolo | Spectateurs : 13 945 Arbitrage : Luca Piccolo |
| 17 octobre 2021 16h30 | Rapport                      |       |              | Spectateurs : 13 945 Arbitrage : Luca Piccolo | Spectateurs : 13 945 Arbitrage : Luca Piccolo |

| 14e journée            | Servette FC              | 3 - 2 | GC Zurich                        | Stade de Genève, Genève                          |                                                  |
| 21 novembre 2021 16h30 | 32e 79e Kyei · 50e Imeri |       | 56e (pen.) Bonatini · 69e Kawabe | Spectateurs : 5 027 Arbitrage : Adrien Jaccottet | Spectateurs : 5 027 Arbitrage : Adrien Jaccottet |
| 21 novembre 2021 16h30 | Rapport                  |       |                                  | Spectateurs : 5 027 Arbitrage : Adrien Jaccottet | Spectateurs : 5 027 Arbitrage : Adrien Jaccottet |

| 15e journée            | FC Lausanne-Sport | 0 - 3 | Servette FC                        | Stade de la Tuilière, Lausanne              |                                             |
| 28 novembre 2021 16h30 |                   |       | 49e Kyei · 67e Imeri · 88e Antunes | Spectateurs : 10 037 Arbitrage : Fedayi San | Spectateurs : 10 037 Arbitrage : Fedayi San |
| 28 novembre 2021 16h30 | Rapport           |       |                                    | Spectateurs : 10 037 Arbitrage : Fedayi San | Spectateurs : 10 037 Arbitrage : Fedayi San |

## Coupe de Suisse
| Trente-deuxième de finale | FC Amical Saint-Prex I | 0 - 6 | Servette FC                                                                  | Stade de Marcy, Saint-Prex |  |
| 15 août 2021 15h00        |                        |       | 1re 23e 45+1e Antunes · 41e Oberlin · 82e (pen.) Valls · 83e Diocabre Mendes |                            |  |
| 15 août 2021 15h00        | Rapport                |       |                                                                              |                            |  |

| Seizième de finale      | FC Concordia Bâle | 1 - 4 | Servette FC                      | Stade d'athlétisme St.Jakob, Bâle |  |
| 17 septembre 2021 20h00 | 19e Alessio       |       | 10e 80e 90e Schalk · 47e Rodelin |                                   |  |
| 17 septembre 2021 20h00 | Rapport           |       |                                  |                                   |  |

| Huitième de finale    | FC Thoune                                       | 4 - 1 | Servette FC    | Stockhorn Arena, Thoune |  |
| 27 octobre 2021 20h00 | 57e Dzonlagic 60e Bürki 65e Gerndt 83e Havenaar |       | 44e Stevanović |                         |  |
| 27 octobre 2021 20h00 | Rapport                                         |       |                |                         |  |